# Billardia
Billardia är ett släkte av nässeldjur. Billardia ingår i familjen Lafoeidae.
Kladogram enligt Catalogue of Life:
| Billardia | \| \| Billardia hyalina \| \| \| \| \| \| Billardia intermedia \| \| \| \| \| \| Billardia novaezealandiae \| \| \| \| \| \| Billardia subrufa \| \| \| \| |
|           | \| \| Billardia hyalina \| \| \| \| \| \| Billardia intermedia \| \| \| \| \| \| Billardia novaezealandiae \| \| \| \| \| \| Billardia subrufa \| \| \| \| |
|           | Abietinella |
|           | |
|           | Acryptolaria |
|           | |
|           | Cryptolarella |
|           | |
|           | Cryptolaria |
|           | |
|           | Filellum |
|           | |
|           | Grammaria |
|           | |
|           | Lafoea |
|           | |
|           | Zygophylax |
|           | |
|           | Billardia hyalina |
|           | |
|           | Billardia intermedia |
|           | |
|           | Billardia novaezealandiae |
|           | |
|           | Billardia subrufa |
|           | |

|  | Billardia hyalina         |
|  |                           |
|  | Billardia intermedia      |
|  |                           |
|  | Billardia novaezealandiae |
|  |                           |
|  | Billardia subrufa         |
|  |                           |